# أبرشية حلب الكلدانية الكاثوليكية
أبرشية حلب الكلدانية الكاثوليكية (أيضًا "بيروة" كما في العصور القديمة) هي الأبرشية الكاثوليكية الشرقية الوحيدة من الكنيسة الكلدانية الكاثوليكية (التي تستخدم الطقوس السريانية الشرقية، باللغات السريانية أو الآرامية) في سوريا.

## المنطقة والإحصائيات
تمتد صلاحيات الأبرشية على مؤمني الكنيسة الكلدانية الكاثوليكية في سوريا. وهي تخضع مباشرة لـ بطريرك بابل الكلداني الكاثوليكي (في الواقع في بغداد، العراق)، وليست جزءًا من أي مقاطعة كنسية.
الكاتدرائية كرسيها الأسقفي هو كاتدرائية القديس يوسف، في حلب، أكبر مدينة في سوريا. وتنقسم المنطقة إلى 14 أبرشية.

## التاريخ
من المؤكد أن مستعمرة للمسيحيين الكلدان كانت موجودة في حلب في أوائل القرن السادس عشر، على الأرجح من مدينة ديار بكر في بلاد ما بين النهرين. في عام 1723 حصل بطريرك الكلدان جوزيف الثالث من حكومة الدولة العثمانية على فرمان الذي اعترف بسلطته القضائية على المؤمنين الكلدانيين في المدينة. ومع ذلك، ظل عدد المؤمنين الكلدانيين منخفضًا دائمًا؛ في بداية القرن العشرين كان المجتمع يضم 250 شخصًا فقط. ولكن في عام 1901، سمح البابا ليون الثالث عشر بإقامة نيابة بطريركية، تعتمد بشكل مباشر على البطريرك.
أقيمت الأبرشية في 3 يوليو 1957، تقريبًا قس من البابا بيوس الثاني عشر، والذي به قمع البابا أبرشية الجزيرة الكلدانية الكاثوليكية للكلدان وأنشأ الدائرة الكنسية الجديدة.

## رؤساء أساقفة
(كل الطقوس الكلدانية)
؛إبرشية (أسقف) سوريا المعفاة
- (شاغرة؟ غير متاحة؟)

؛أبرشية (أساقفة) حلب المعفاة
- المدبر الرسولي غبريال نعمو (30/09/1938 – 27/06/1957)، الأسقف الفخري على باتنا (30/09/1938 – 28/06/1957)، وهو أيضًا المدبر الرسولي لـ جزيرة الكلدان (تركيا) (30/09/1938 – 27/06/1957)؛ متأخرص أبرشية (أسقف) بيروت للكلدان (لبنان) (28/06/1957 – 12/02/1964)
- المطران بولس شيخو (28/06/1957 – 2012/12/1958) أبرشية أقرا للكلدان سابقاً (العراق) (22/02/1947 – 28/06/1957)؛ لاحقاً أبرشية موصل للكلدان (العراق) (13.12.1958 – 1960)، ثم بطريرك بابل للكلدان (العراق) (13.12.1958 12.03.1959 – الوفاة 13.04.1989)، رئيس سينودس الكنيسة الكلدانية (1969 – 1989.04.13) ورئيس مجلس الأساقفة الكاثوليك في العراق (1976 – 1989.04.13)
- ستيفان بيلو (23 أكتوبر 1959 – الوفاة 26 نوفمبر 1989)
- أنطوان أودو، يسوعيون (س.ج.) (18/01/1992)

## أنظر أيضاً
- الكنيسة الكلدانية الكاثوليكية
- بطريركية الروم الملكيين الكاثوليك في أنطاكية
- أبرشية السريان الكاثوليك في حلب
- أبرشية السريان الكاثوليك بدمشق
- كنيسة دورا يوروبوس

## روابط خارجية
- GCatholic، مع روابط السيرة الذاتية الحالية